# 28096 Kathrynmarsh
28096 Kathrynmarsh è un asteroide della fascia principale. Scoperto nel 1998, presenta un'orbita caratterizzata da un semiasse maggiore pari a 2,2723360 UA e da un'eccentricità di 0,1079682, inclinata di 3,81298° rispetto all'eclittica.